# 弗拉迪米爾·阿列克謝耶維奇·卡拉-穆爾扎
弗拉基米尔·阿列克谢耶维奇·卡拉-穆尔扎（俄语：Влади́мир Алексе́евич Кара́-Мурза́；1959年10月24日—2019年7月28日），俄罗斯历史学家及记者 。
弗拉迪米爾·阿列克謝耶維奇于1992年开始了他的电视生涯。他因在NTV上的工作而闻名。他為信息和分析节目“今天”的創始人，并在1995年至2002年間擔任該節目的主持人。2001年NTV事件最严重时，卡拉-穆尔扎和他的一些同事从该電視臺辞职以示抗议。后来他在“自由歐洲電台”和“莫斯科迴聲”兩個广播电台工作。並在2007年至2019年間擔任俄罗斯电视学院院士。
弗拉迪米爾·阿列克謝耶維奇為俄罗斯反对派政治人物弗拉迪米爾·弗拉迪米羅維奇·卡拉-穆爾扎的父亲。